# Mohammad Bathaei

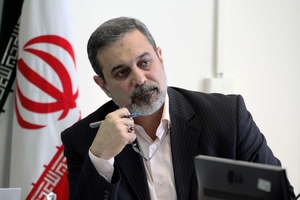
Mohammad Bathaei

Mohammad Bat'haei (محمد بطحائی), * Juni 1963 in Teheran, war vom 20. August 2017 bis zum 6. Juni 2019 der Bildungsminister des Iran im Kabinett Rohani II. Er hatte zuvor dieses Amt bereits zwei Wochen lang vom 19. Oktober bis zum 1. November 2016 im Kabinett Rohani I ausgeübt.